# Tabanus ovazzai
Tabanus ovazzai är en tvåvingeart som beskrevs av Crosskey 1959. Tabanus ovazzai ingår i släktet Tabanus och familjen bromsar. Inga underarter finns listade i Catalogue of Life.